# RML 64 pounder 64 cwt Gun
Die RML 64 pounder 64 cwt Gun war eine britische Kanone des viktorianischen Zeitalters, die als Feld- und Belagerungsgeschütz, in Küstenbatterien sowie als Schiffsgeschütz zum Einsatz kam. In der Bezeichnung der Kanone steht RML für Rifled, Muzzle Loading- deutsch gezogenes Rohr, Ladung durch die Rohrmündung, 64-pounder für das Geschossgewicht von 64 pounds (ungefähr 29 kg) und 64 cwt für das Gewicht des Geschützes von 64 cwt, also 3200 kg. Die Kanone wurde in verschiedenen Ausführungen gefertigt, die sich hauptsächlich durch die Konstruktion des Geschützrohres unterschieden.

## Geschichte
Entwickelt wurde die Waffe zu Beginn der 1860er Jahre, da sich die bei der British Army und der Royal Navy eingeführten ersten Hinterladergeschütze nicht bewährt hatten. Sie wiesen zum damaligen Zeitpunkt keine wesentlich besseren ballistischen Leistungen als Vorderlader auf, auch ihre Kadenz war nicht höher. Vorderlader waren aber billiger zu fertigen. Konstruktionsbedingt ließen sich mit der Konstruktion von Armstrong Geschütze größeren Kalibers nicht realisieren. Deswegen stellte das britische Militär ab Mitte der 1860er Jahre die Beschaffung und Fertigung von Hinterladern vorerst ein.
Die RML 64 pounder 64 cwt Gun sollte die bisher verwendeten schweren Glattrohrkanonen ersetzen, die technisch überholt waren und deren ballistische Leistungen nicht mehr den zwischenzeitlich gestiegenen Anforderungen entsprachen. Das Kaliber von 6,3 Zoll (160 mm) wurde gewählt, um die Munition der ausgesonderten 32-Pfünder verschießen zu können. Die Fertigung begann 1864.

## Konstruktion

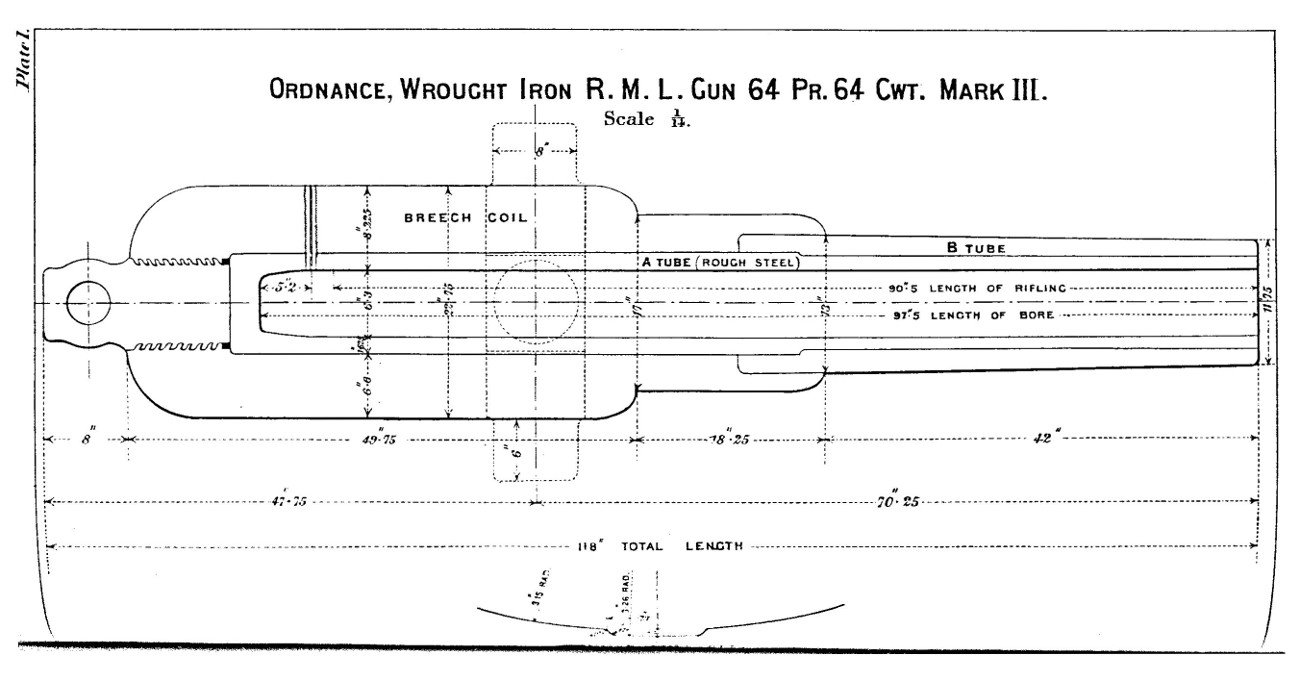
Konstruktion des Rohres der Ausführung Mk III

Die Ausführung Mk 1 ab 1864, die Ausführung Mk II ab 1866 und die von 1867 bis zum April 1871 gebauten Mk III hatten ein Seelenrohr aus Schmiedeeisen. Auf dieses waren zur Verstärkung Ringe, ebenfalls aus Schmiedeeisen, aufgeschrumpft. Das Bodenstück war herausschraubbar.
Bei den ab April 1871 gebauten Kanonen bestand das Seelenrohr aus gehärtetem Stahl. Frühere Mk III wurden auf das neue Seelenrohr umgerüstet. Die Ausführungen mit Stahlrohr wurden als Feld- und Belagerungsgeschütze verwendet, die verbliebenen Geschütze mit schmiedeeisernem Rohr als Schiffsgeschütze.
Das Rohr der Waffe wies drei Züge auf.

## Munition

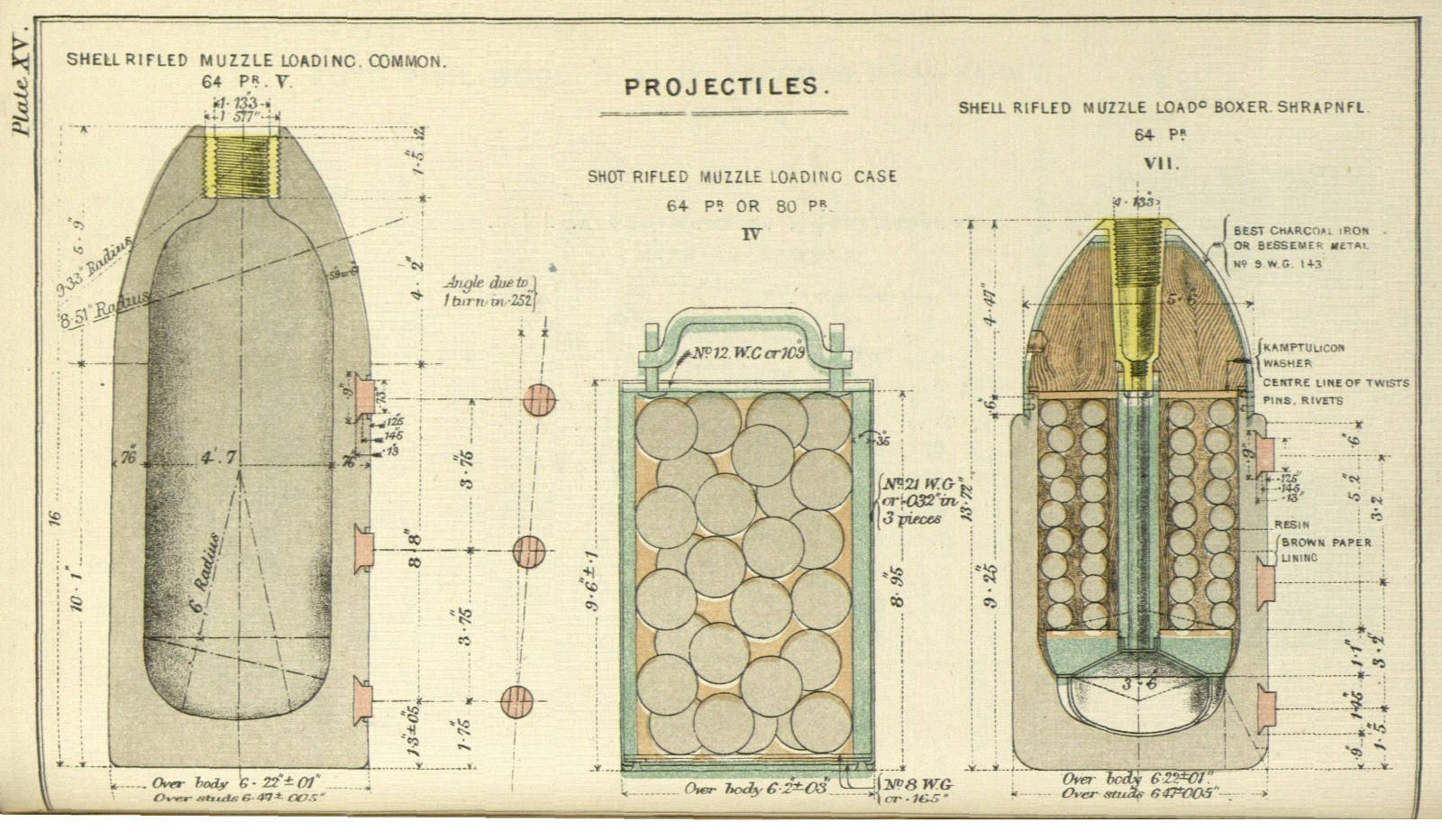
Munitionstypen für die RML 64 pounder Gun

Als Munition für die Waffe stand die common shell genannte Granate zur Verfügung. Dabei handelt es sich um einen Granatentyp, der für unterschiedliche Kaliber verfügbar war. Kennzeichnend waren die Füllung mit Explosivstoffen geringerer Brisanz wie Schwarzpulver und die Verwendung von Kopfzündern. Beim Platzen zerlegten sich die Granaten in relativ große Stücke, die sich entlang der Flugbahn bewegten. Die Wirkung der Splitter war damit begrenzt, allerdings besaßen die Granaten eine gewisse Brandwirkung im Ziel. Die Granate wog bei einer Explosivstoffmasse von 7.1 pounds (3,2 kg) insgesamt 57.4 pounds (26 kg). Daneben konnten noch Kartätschen und Schrapnelle verschossen werden, die Schrapnellgranate enthielt dabei bei einem Gesamtgewicht von 66.6 pounds (30,2 kg)  234 Metallkugeln.

## Einsatz
Im Vergleich zu den Vorgängern wies sie RML 64 pounder deutlich bessere Leistungen auf, was Reichweite und Durchschlagsleistung betraf. Sie wurde daher universell als Feldgeschütz, Schiffsgeschütz und für die Küstenverteidigung eingesetzt. Eine große Anzahl Waffen gelangte auch in die britischen Kolonien und Dominions.
Für die Verwendung als Küstengeschütz standen mehrere Lafetten zur Verfügung. Während die carriage, garrison, common aus Holz bestand und einer herkömmlichen Lafette für Schiffsgeschütze besaß, waren die carriage, garrison sliding medium No 8 und die carriage, garrison sliding medium No 9 aus Eisen bzw. Stahl und nach dem Prinzip einer Vavasseur-Gleitbahn konstruiert. Die carriage, garrison sliding medium No 8 besaß eine hydraulische Rohrbremse.
Für die Verwendung als Feldgeschütz wurde sie auf eine genietete Einholmlafette gesetzt. Dabei lag die Feuerlinie sehr hoch, was ein Schießen „über die Bank“, also aus Deckungen heraus ermöglichte.

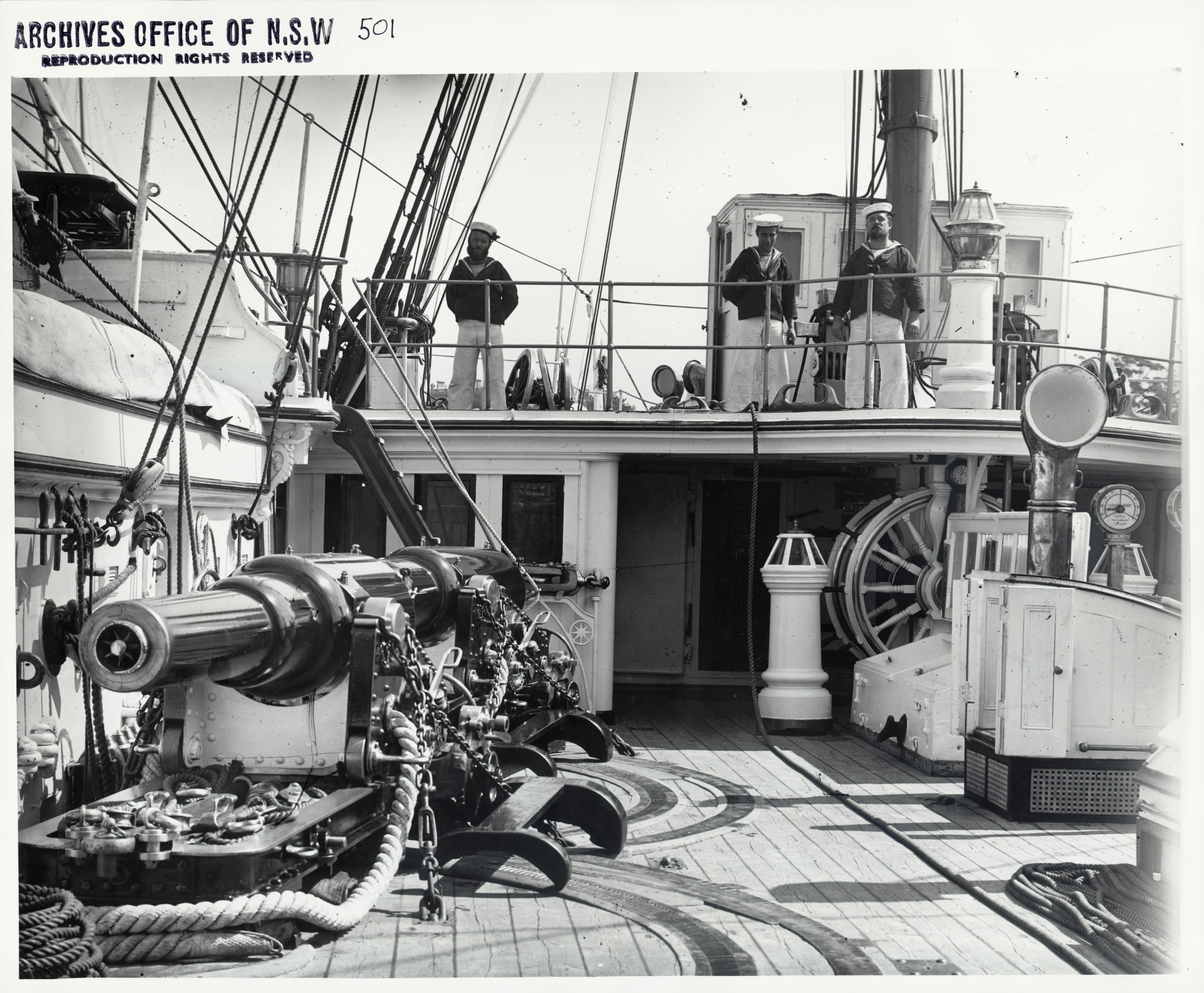
Einsatz als Schiffsgeschütz
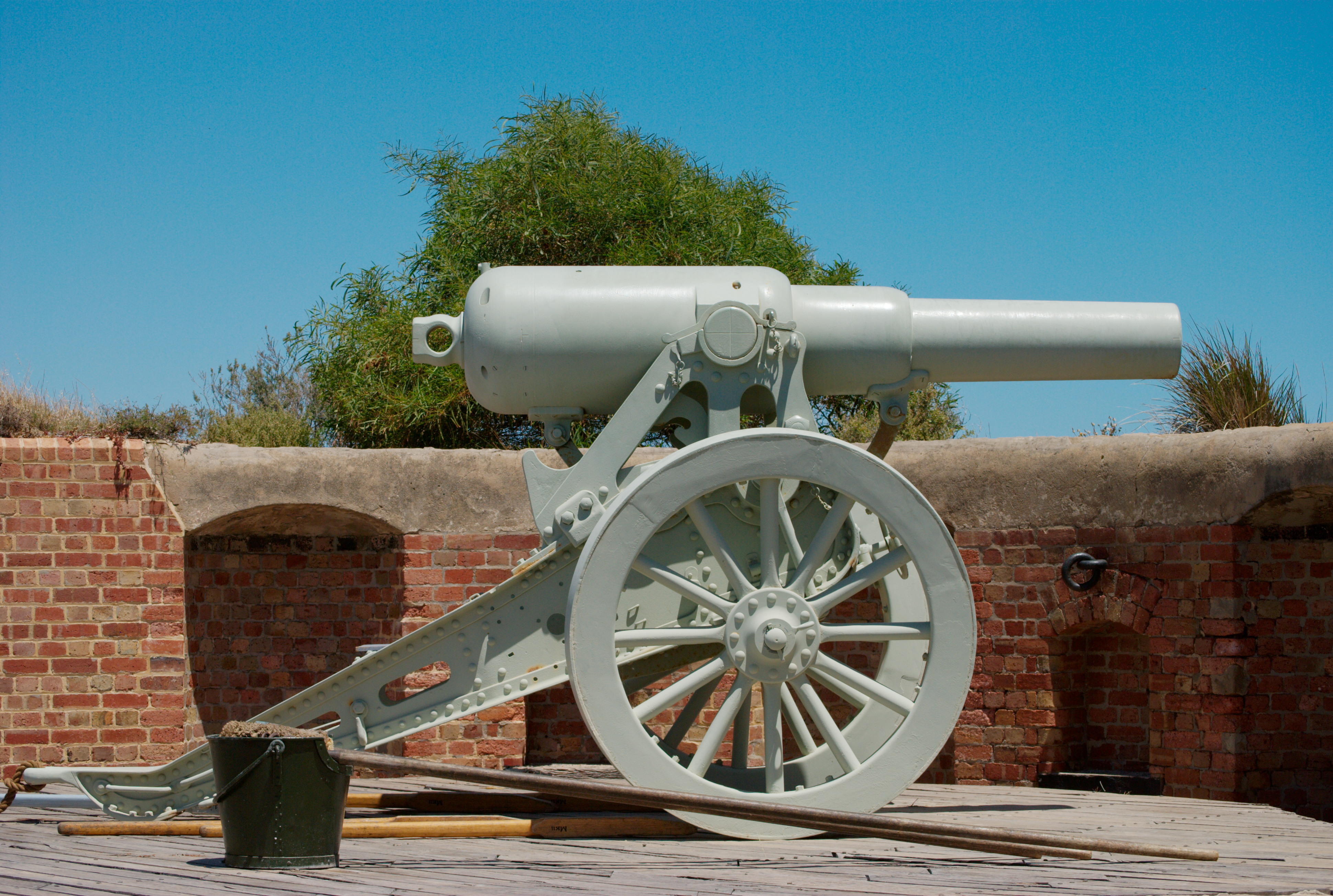
Auf Feldlafette
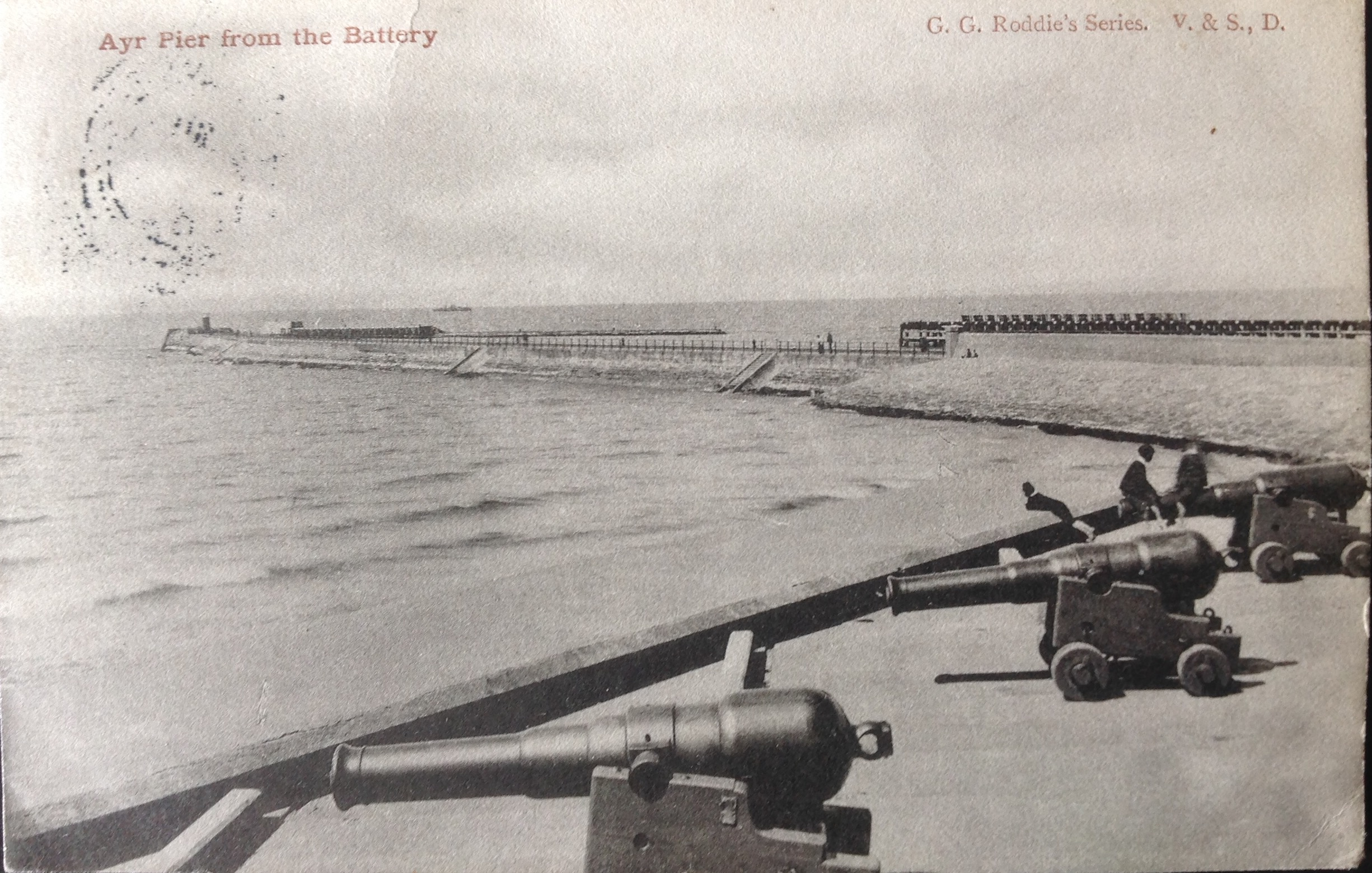
Küstengeschütz, Ayr Pier (Ayrshire), 1907,carriage, garrison, common
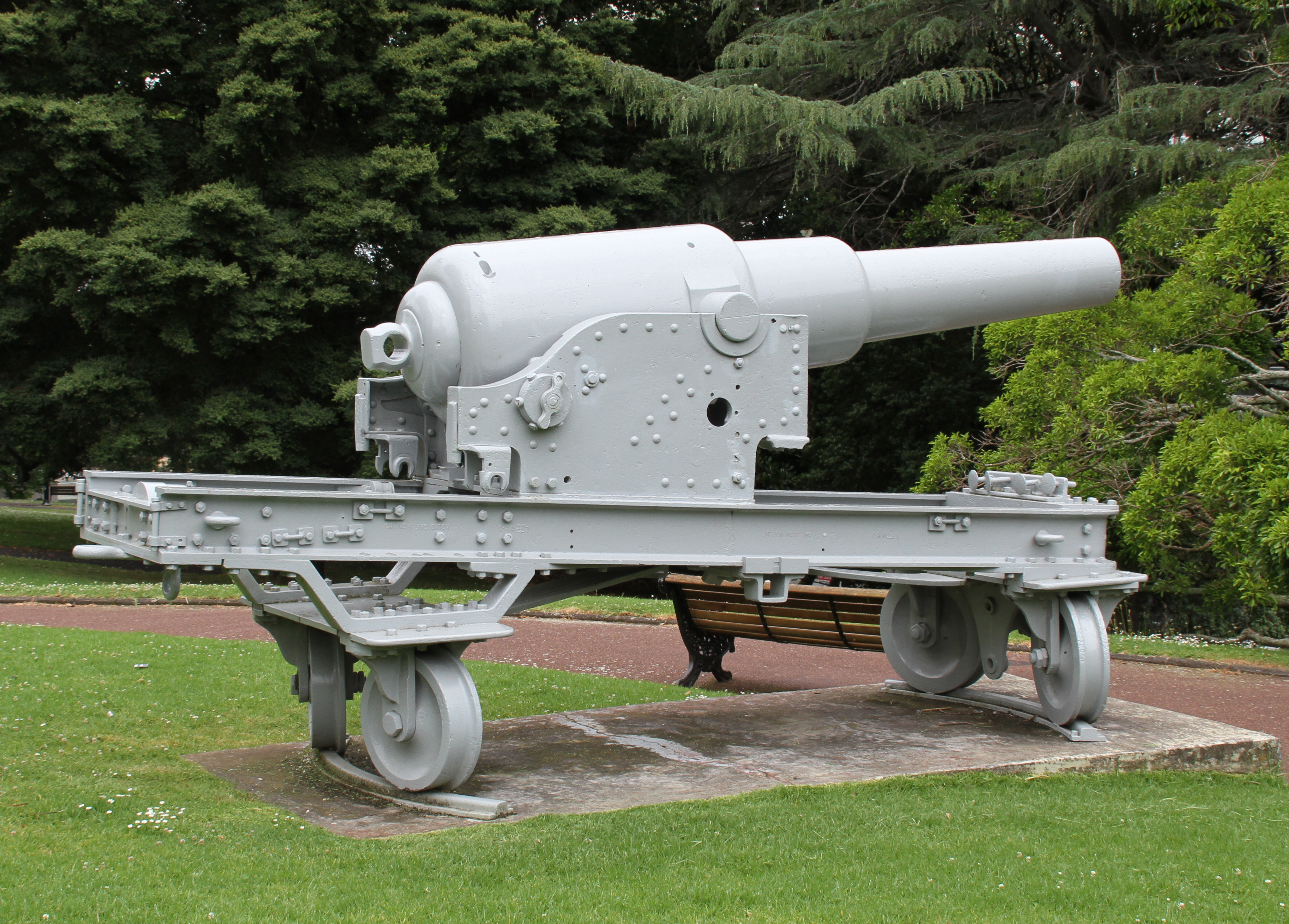
Als Küstengeschütz auf Pivotlafette carriage, garrison sliding medium No 9
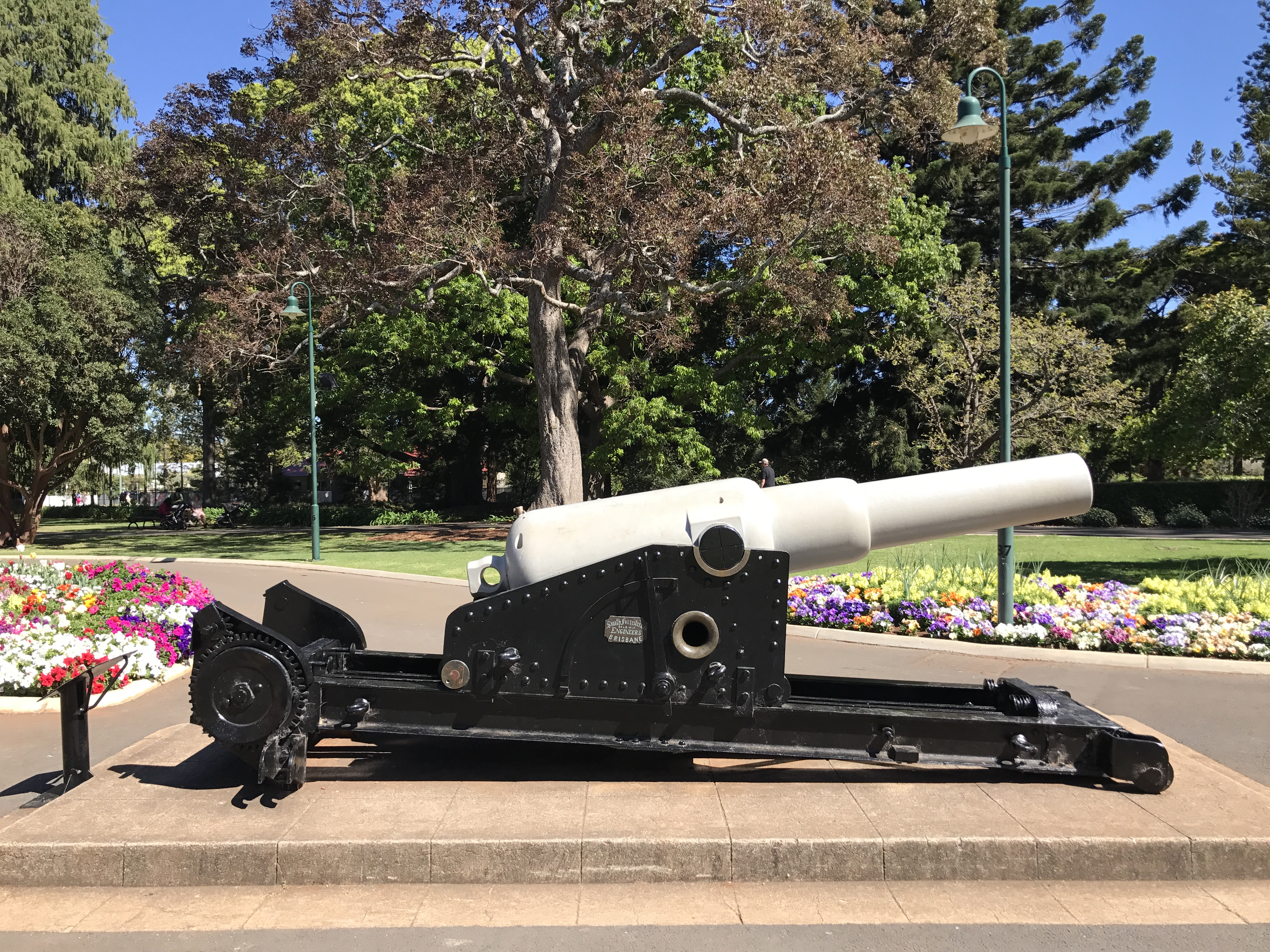
Mk III auf Pivotlafette,  carriage, garrison sliding medium No 8